# 無動寺 (豊後高田市)
無動寺（むどうじ）は、大分県豊後高田市黒土にある天台宗の寺院。山号は威王山（いおうざん）。

## 概要
無動寺は国東半島周辺に広く分布する天台宗寺院群である六郷山寺院（六郷満山）の一つで、その多くに養老2年（718年）に仁聞によって開かれたとの伝説がある。ただ、無動寺について1890年（明治23年）の『県政資料寺院明細牒』は養老年間に鷹栖法蓮大和尚によって開基されたとしている。
無動寺はもとは下流に鎮座する身濯神社に位置しており、近世に比叡山無動寺より下向した圓舜大和尚によって位置が移され中興開基したとされる。なお、現無動寺は黒土岩屋（本松房）という寺院の故地の可能性が高いとされる（現本松房の御堂はさらに下流に移転しており、その200メートルほど上流に身濯神社が位置している）。
本堂には本尊の不動明王坐像をはじめ、大日如来坐像、薬師如来坐像などの平安時代から鎌倉時代にかけての16体の木造の仏像が安置されており、すべてが大分県の有形文化財に指定されている。
寺院の背後には、無動寺耶馬、もしくは黒土耶馬と呼ばれる、耶馬渓に似た奇岩から成る絶壁がそびえ、国指定名勝「天念寺耶馬及び無動寺耶馬」の一部を構成している。無動寺耶馬にも桁橋状の無明橋が架けられている。
国東六郷満山霊場第十番。

## 文化財
- 名勝（国指定）
  - 天念寺耶馬及び無動寺耶馬（2017年10月13日指定）- 無動寺後背に聳える岩峰の名勝。幾つかの霊場が開かれ、桁橋状の無明橋からは天念寺の無明橋が望める。
- 大分県指定有形文化財
  - 木造薬師如来坐像及び十二神将（1960年3月22日指定）- かつての無動寺本尊。樟材の一木造。薬師如来は11世紀後半の作、十二神将は鎌倉時代の作とされる。
  - 木造薬師如来坐像（1960年3月22日指定）
  - 木造大日如来坐像（1960年3月22日指定）- この二体の像は、境内堂であった椿堂に祀られていた像。ともに12世紀の作。
  - 木造不動明王坐像（1960年3月22日指定）- 現在の無動寺の本尊。旧無動寺（身濯神社）に伝わり、江戸時代に現無動寺に移す際に、明王堂の前で重くなり、そのままそこで祀られたという伝承がある。国東半島の不動明王としては、行入寺の像に次いで古い。

## 交通
- 自動車：宇佐別府道路宇佐ICから約23km、40分。